# José Élber Pimentel da Silva
José Élber Pimentel da Silva (Passo de Camaragibe, 27 maggio 1992) è un calciatore brasiliano, attaccante degli Yokohama F·Marinos.

## Caratteristiche tecniche
È un'ala sinistra.

## Carriera
È cresciuto nelle giovanili del Cruzeiro, ha esordito in prima squadra l'8 settembre 2011 in occasione del match di campionato perso 2-1 contro la Fluminense.

## Statistiche

### Presenze e reti nei club
Statistiche aggiornate al 5 maggio 2018.
| Stagione        | Squadra         | Campionato      | Campionato | Campionato | Coppe nazionali | Coppe nazionali | Coppe nazionali | Coppe continentali | Coppe continentali | Coppe continentali | Altre coppe | Altre coppe | Altre coppe | Totale | Totale | Totale |
| Stagione        | Squadra         | Comp            | Pres       | Reti       | Comp            | Pres            | Reti            | Comp               | Pres               | Reti               | Comp        | Pres        | Reti        | Pres   | Reti   |        |
| --------------- | --------------- | --------------- | ---------- | ---------- | --------------- | --------------- | --------------- | ------------------ | ------------------ | ------------------ | ----------- | ----------- | ----------- | ------ | ------ | ------ |
| 2011            | Cruzeiro        | M1/MG+A         | 0+11       | 0          | CB              | 0               | 0               |                    | -                  | -                  |             | -           | -           | 11     | 0      |        |
| 2012            | Cruzeiro        | M1/MG+A         | 7+11       | 0+2        | CB              | 2               | 0               |                    | -                  | -                  |             | -           | -           | 20     | 2      |        |
| 2013            | Cruzeiro        | M1/MG+A         | 9+11       | 2+1        | CB              | 2               | 0               |                    | -                  | -                  |             | -           | -           | 22     | 3      |        |
| 2014            | Cruzeiro        | M1/MG+A         | 7+1        | 0          | CB              | 0               | 0               | CL                 | 3                  | 0                  |             | -           | -           | 11     | 0      |        |
| 2014            | Coritiba        | A1/PR+A         | 0+17       | 0          | CB              | 2               | 0               |                    | -                  | -                  |             | -           | -           | 19     | 0      |        |
| 2015            | Sport Recife    | A1/PE+A         | 14+25      | 5+5        | CB              | 3               | 0               | CS                 | 4                  | 1                  | CDN         | 10          | 1           | 56     | 12     |        |
| 2016            | Cruzeiro        | M1/MG+A         | 11+13      | 1+2        | CB              | 4               | 0               |                    | -                  | -                  | PL          | 2           | 1           | 30     | 4      |        |
| 2017            | Cruzeiro        | M1/MG+A         | 7+21       | 0+1        | CB              | 7               | 0               | CS                 | 1                  | 0                  | PL          | 3           | 0           | 39     | 1      |        |
| Totale Cruzeiro | Totale Cruzeiro | Totale Cruzeiro | 109        | 9          |                 | 15              | 0               |                    | 4                  | 0                  |             | 5           | 1           | 133    | 10     |        |
| 2018            | Bahia           | PD/BA+A         | 9+1        | 0          | CB              | 0               | 0               | CS                 | 1                  | 0                  | CDN         | 6           | 0           | 17     | 0      |        |
| Totale carriera | Totale carriera | Totale carriera | 174        | 19         |                 | 20              | 0               |                    | 9                  | 1                  |             | 21          | 2           | 224    | 22     |        |

## Palmarès

### Club

#### Competizioni nazionali
- Campionato brasiliano: 1

Cruzeiro: 2013
- Coppa del Brasile: 1

Cruzeiro: 2017
- Campionato giapponese: 1

Yokohama F·Marinos: 2022
- Supercoppa del Giappone: 1

Yokohama F·Marinos: 2023

#### Competizioni statali
- Campionato Baiano: 3

Bahia: 2018, 2019, 2020

### Individuale
- Squadra del campionato giapponese: 1

2022